# 더블유 코리아 (잡지)
더블유 코리아(W Korea)는 패션 라이프스타일 월간 잡지로 콘데 나스트에서 발행 중인 W의 한국 라이선스판이다. 보그, GQ 등 콘데 나스트의 여러 잡지를 라이선스하는 두산매거진이 2005년 3월에 창간했다. 254 x 330 mm의 큰 판형에 강렬하고 창의적인 패션 비주얼로 차별화하였다. 

## Love Your W
Love Your W(러브 유어 더블유)는 더블유 코리아에서 진행하는 유방암 인식 향상 및 치료비 지원을 위한 자선 캠페인이다. 2006년부터 매년 진행 중이며, 수많은 셀러브리티와 명품 브랜드들이 참석한다. 한국유방건강재단과 함께 진행하며, 유방암에 대한 사회적 인식이 크게 부족했던 시절부터 검진과 조기 발견의 중요성을 꾸준히 환기해오고 있다. 2023년에는 BTS의 RM, 블랙핑크의 제니, 배우 고현정, 피겨 선수 김연아 등이 자선 디너 행사에 참석하였다. 
1. ↑  “더블유 코리아 웹사이트”. 《더블유 코리아》. 두산매거진. 2024년 7월 4일.
2. ↑  “더블유 코리아 미디어킷” (PDF). 《더블유 코리아 미디어킷》. 2024년 7월 4일.
3. ↑  “더블유 코리아(W Korea), 2023년 Love Your W 관련 기사”. 두산 매거진. 2024년 8월 13일에 확인함.